# Затишье (Подольский район)
Затишье (укр. Затишшя) — село, относится к Подольскому району Одесской области Украины.
Население по переписи 2001 года составляло 174 человека. Почтовый индекс — 66325. Телефонный код — 4862. Занимает площадь 0,57 км². Код КОАТУУ — 5122981702.

## Местный совет
66325, Одесская обл., Подольский р-н, с. Гонората